# 아라그비강
아라그비강은 조지아의 캅카스산맥 북부 경사지에 위치해 있는 강이다. 길이는 112 km이며, 유역은 2.724 km2이다. 그 강의 지층 토질은 대부분 사암, 점판암, 석회암이다. 조지아의 전력 중 상당량을 생산하는 수력 발전 댐이 있다. 댐은 1986년에 진발리 저수지의 형태로 건설되었다. 강 근처의 저수지 근처에는 성모승천 성당이 있는 아나누리 성곽이 있다.
아라그비강은 므츠헤타에 있는 댐의 몇 km 하류에서 므트크바리강과 만난다. 요새화되어있는 아나누리는 아라그비 댐의 상류에 위치해 있다.

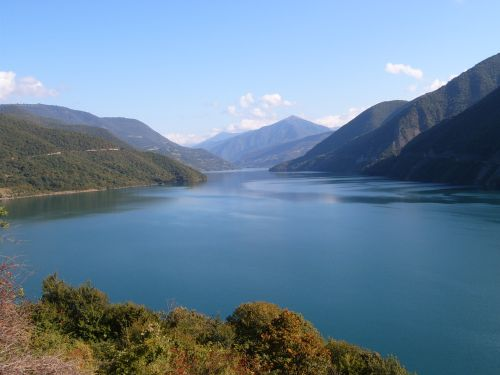
진발리 저수지
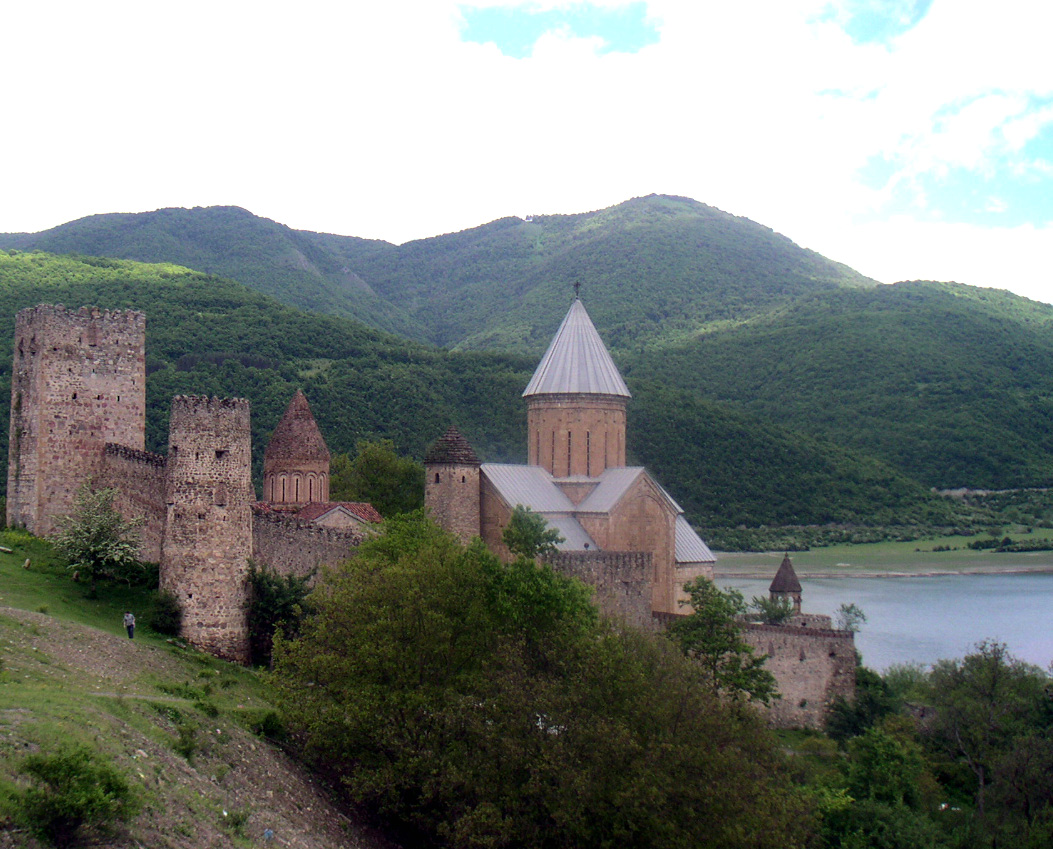
아나누리 성곽
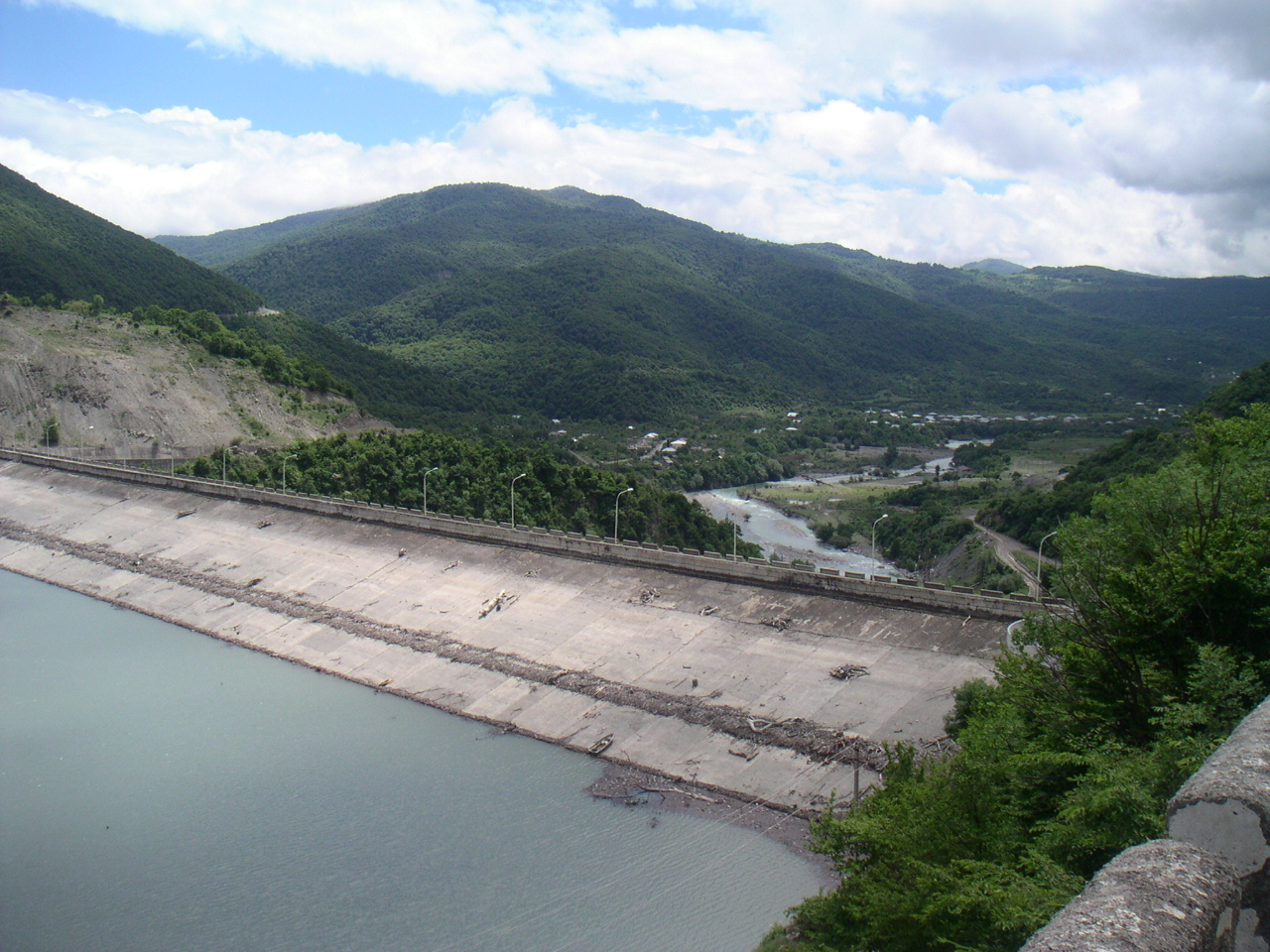
아라그비강의 수력 발전 댐
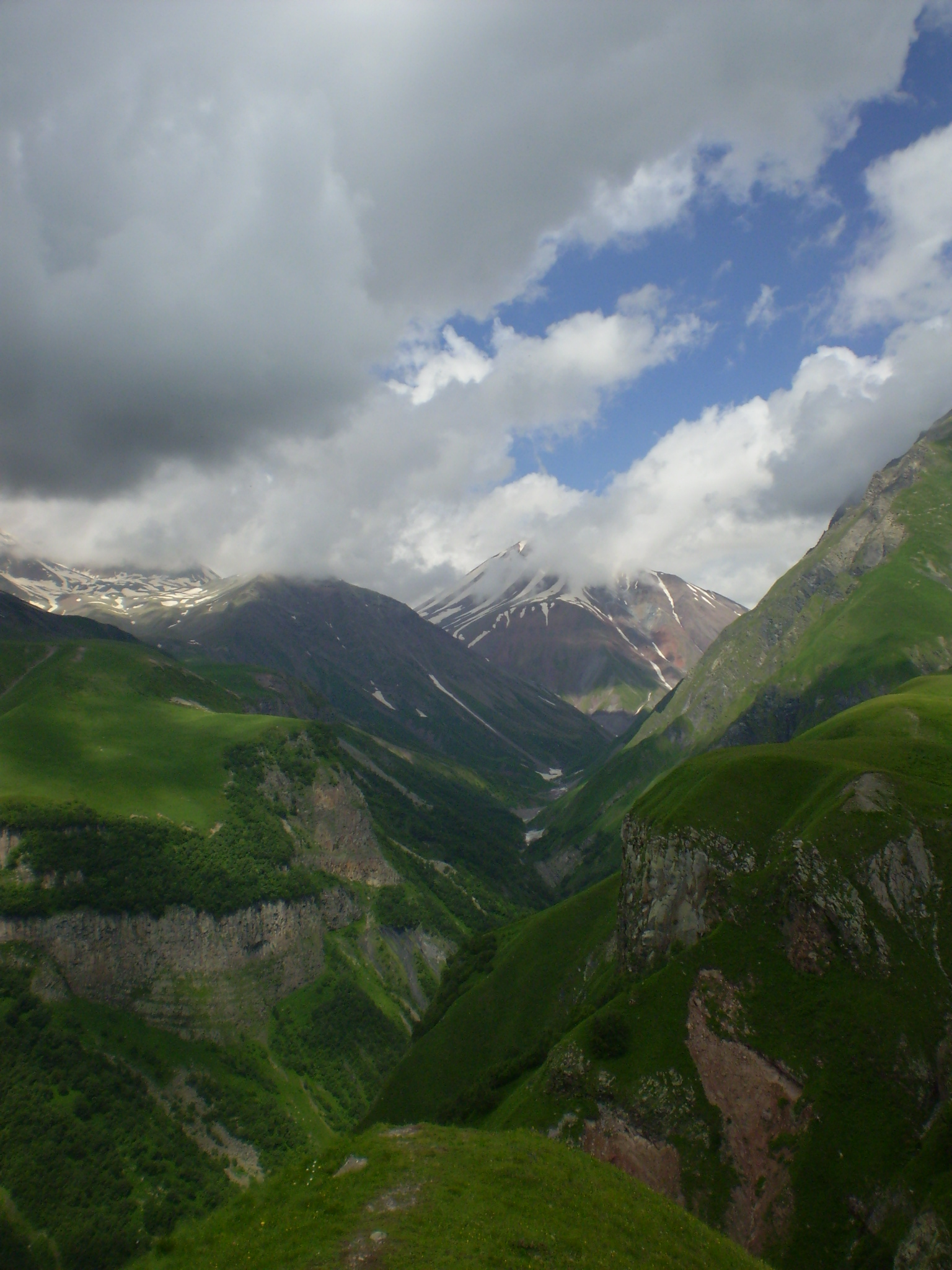
아라그비의 수원지에서 구다우리의 북쪽까지